# Taça das Cidades com Feiras
A Taça das Cidades com Feiras foi uma competição de futebol de clubes europeus, precursora da Taça UEFA. Criada em 18 de abril de 1955 por iniciativa do suíço Ernst Thommen, do italiano Ottorino Barassi e do inglês Stanley Rous (mais tarde presidente da FIFA), a competição, destinada às equipes europeias de cidades com feiras de comércio, durou de 1955 a 1971. Oficialmente o torneio não foi organizado pela UEFA, as competições duraram 3 e 2 anos, respectivamente. Em 1971, a UEFA assumiu a organização e mudou o formato e o nome da competição para Taça UEFA. Embora a UEFA reconheça a competição como precursora histórica da atual Liga Europa da UEFA, os seus campeões não são incluídos no palmarés oficial da UEFA, uma vez que a instituição não foi a organizadora da Taça das Cidades com Feiras. A FIFA, por sua vez, considera o título do torneio uma grande honra, já a Liga de Futebol Profissional da Espanha também segue a entidade continental e equipara essa competição à Liga Europa da UEFA.

## Resultados
| Temporada | Em Casa                                                                      | Resultado | Fora             | Estádio                                 |
| --------- | ---------------------------------------------------------------------------- | --------- | ---------------- | --------------------------------------- |
| 1955–58   | London XI                                                                    | 2–2       | Barcelona        | Stamford Bridge, Londres                |
| 1955–58   | Barcelona                                                                    | 6–0       | London XI        | Camp Nou, Barcelona                     |
| 1955–58   | Barcelona venceu por 8–2 no resultado acumulado                              |           |                  |                                         |
| 1958–60   | Birmingham City                                                              | 0–0       | Barcelona        | St Andrews, Birmingham                  |
| 1958–60   | Barcelona                                                                    | 4–1       | Birmingham City  | Camp Nou, Barcelona                     |
| 1958–60   | Barcelona venceu por 4–1 no resultado acumulado                              |           |                  |                                         |
| 1960–61   | Birmingham City                                                              | 2–2       | Roma             | St Andrews, Birmingham                  |
| 1960–61   | Roma                                                                         | 2–0       | Birmingham City  | Stadio Olimpico, Roma                   |
| 1960–61   | Roma venceu por 4–2 no resultado acumulado                                   |           |                  |                                         |
| 1961–62   | Valencia                                                                     | 6–2       | Barcelona        | Luis Casanova, Valência                 |
| 1961–62   | Barcelona                                                                    | 1–1       | Valencia         | Camp Nou, Barcelona                     |
| 1961–62   | Valencia venceu por 7–3 no resultado acumulado                               |           |                  |                                         |
| 1962–63   | Dinamo Zagreb                                                                | 1–2       | Valencia         | Maksimir, Zagreb                        |
| 1962–63   | Valencia                                                                     | 2–0       | Dinamo Zagreb    | Luis Casanova, Valência                 |
| 1962–63   | Valencia venceu por 4–1 no resultado acumulado                               |           |                  |                                         |
| 1963–64   | Real Zaragoza                                                                | 2–1       | Valencia         | Camp Nou, Barcelona                     |
| 1963–64   | Disputada apenas uma partida                                                 |           |                  | Camp Nou, Barcelona                     |
| 1964–65   | Juventus                                                                     | 0–1       | Ferencváros      | Stadio Comunale, Turin                  |
| 1964–65   | Disputada apenas uma partida                                                 |           |                  | Stadio Comunale, Turin                  |
| 1965–66   | Barcelona                                                                    | 0–1       | Real Zaragoza    | Camp Nou, Barcelona                     |
| 1965–66   | Real Zaragoza                                                                | 2–4*      | Barcelona        | La Romareda, Zaragoza                   |
| 1965–66   | Barcelona venceu por 4–3 no resultado acumulado                              |           |                  |                                         |
| 1966–67   | Dinamo Zagreb                                                                | 2–0       | Leeds United     | Maksimir, Zagreb                        |
| 1966–67   | Leeds United                                                                 | 0–0       | Dinamo Zagreb    | Elland Road, Leeds                      |
| 1966–67   | Dinamo Zagreb venceu por 2–0 no resultado acumulado                          |           |                  |                                         |
| 1967–68   | Leeds United                                                                 | 1–0       | Ferencváros      | Elland Road, Leeds                      |
| 1967–68   | Ferencváros                                                                  | 0–0       | Leeds United     | Nepstadion, Budapeste                   |
| 1967–68   | Leeds United venceu por 1–0 no resultado acumulado                           |           |                  |                                         |
| 1968–69   | Newcastle United                                                             | 3–0       | Újpest           | St James' Park, Newcastle               |
| 1968–69   | Újpest                                                                       | 2–3       | Newcastle United | Megyeri úti, Budapeste                  |
| 1968–69   | Newcastle United venceu por 6–2 no resultado acumulado                       |           |                  |                                         |
| 1969–70   | Anderlecht                                                                   | 3–1       | Arsenal          | Constant Vanden Stock Stadium, Bruxelas |
| 1969–70   | Arsenal                                                                      | 3–0       | Anderlecht       | Highbury, Londres                       |
| 1969–70   | Arsenal venceu por 4–3 no resultado acumulado                                |           |                  |                                         |
| 1970–71   | Juventus                                                                     | 2–2       | Leeds United     | Stadio Comunale, Turin                  |
| 1970–71   | Leeds United                                                                 | 1–1       | Juventus         | Elland Road, Leeds                      |
| 1970–71   | Resultado acumulado: 3–3 Leeds United venceu por ter marcado mais golos fora |           |                  |                                         |

* Após prolongamento
Obs.: Em 1971 foi disputado um play-off para decidir quem ficaria com a Taça das Cidades com Feiras em definitivo. O Barcelona (campeão três vezes) venceu o título por 2-1 contra o Leeds United (campeão duas vezes e finalista uma) num jogo único que foi disputado em Camp Nou.

## Lista de vencedores

### Por clube
| Clube           | Títulos | Vices | Anos campeão              | Anos vice-campeão |
| --------------- | ------- | ----- | ------------------------- | ----------------- |
| Barcelona       | 3       | 1     | 1955–58, 1958–60, 1965–66 | 1961–62           |
| Valencia        | 2       | 1     | 1961–62, 1962–63          | 1963–64           |
| Leeds United    | 2       | 1     | 1967–68, 1970–71          | 1966–67           |
| Zaragoza        | 1       | 1     | 1963–64                   | 1965–66           |
| Ferencváros     | 1       | 1     | 1964–65                   | 1967–68           |
| Dínamo Zagreb   | 1       | 1     | 1966–67                   | 1962–63           |
| Roma            | 1       | 0     | 1960–61                   | –                 |
| Newcastle       | 1       | 0     | 1968–69                   | –                 |
| Arsenal         | 1       | 0     | 1969–70                   | –                 |
| Birmingham City | 0       | 2     | –                         | 1958–60, 1960–61  |
| Juventus        | 0       | 2     | –                         | 1964–65, 1970–71  |
| London XI       | 0       | 1     | –                         | 1955–58           |
| Újpest          | 0       | 1     | –                         | 1968–69           |
| Anderlecht      | 0       | 1     | –                         | 1969–70           |

### Por país
| País       | Títulos | Vices |
| ---------- | ------- | ----- |
| Espanha    | 6       | 3     |
| Inglaterra | 4       | 4     |
| Itália     | 1       | 2     |
| Hungria    | 1       | 2     |
| Iugoslávia | 1       | 1     |
| Bélgica    | –       | 1     |

### Artilheiros
| Pos. | Jogador             | Gols | Equipe        |
| ---- | ------------------- | ---- | ------------- |
| 1    | Waldo Machado       | 31   | Valencia      |
| 2    | Peter Lorimer       | 20   | Leeds United  |
| 3    | Flórián Albert      | 19   | Ferencváros   |
| 3    | Ferenc Bene         | 19   | Újpest        |
| 3    | José Antonio Zaldúa | 19   | Barcelona     |
| 6    | Pedro Manfredini    | 18   | Roma          |
| 7    | Evaristo de Macedo  | 17   | Barcelona     |
| 8    | Vicente Guillot     | 16   | Valencia      |
| 9    | Marcelino Martínez  | 15   | Real Zaragoza |
| 10   | Héctor Núñez        | 14   | Valencia      |